# Pumahuasi
Pumahuasi è un comune (comisión municipal in spagnolo) dell'Argentina, appartenente alla provincia di Jujuy, nel dipartimento di Yavi. Si trova a 260 km dalla capitale provinciale di San Salvador de Jujuy e a 22 km dalla città capoluogo di La Quiaca.
Il termine pumahuasi è un composto di due parole quichuas che significano casa del puma.
In base al censimento del 2001, nel territorio comunale dimorano 615 abitanti, di cui 190 nella cittadina capoluogo del comune.

## Collegamenti esterni

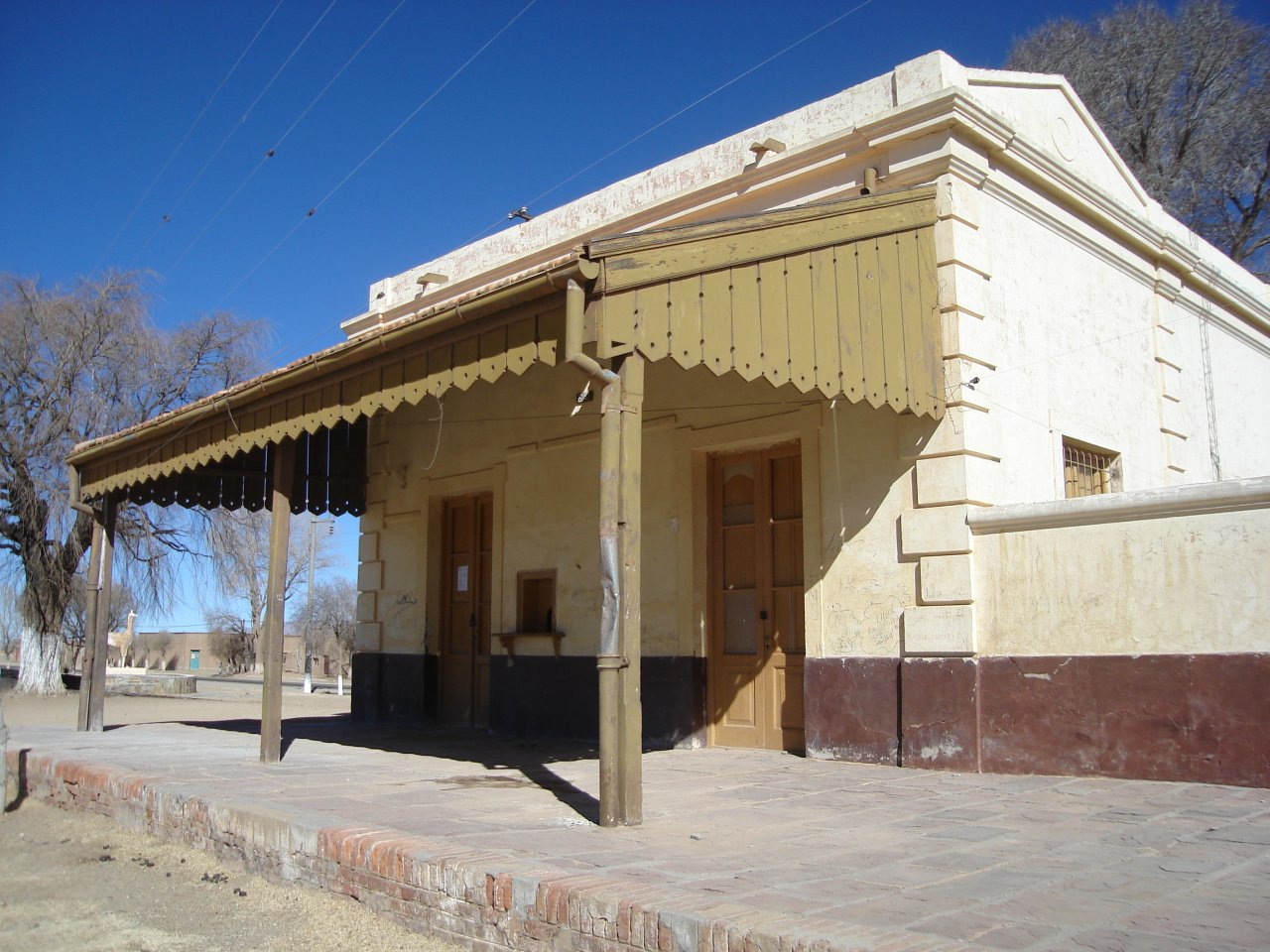
La stazione ferroviaria di Pumahuasi